# Mina Carlson-Bredberg
Wilhelmina Carlson-Bredberg (1857–1943), conhecida como Mina, foi uma pintora sueca. Ela é particularmente conhecida por seus retratos e cenas da vida contemporânea.

## Biografia
Bredberg nasceu em 2 de setembro de 1857 em Estocolmo de pais ricos que participaram da vida cultural sueca, e seu tio era o famoso editor de jornal e crítico Lars Johan Hierta. Quando adolescente, ela teve aulas particulares de pintura com Kerstin Cardon. Ela também foi ensinada por Elisabeth Keyser.